# 佐々木明

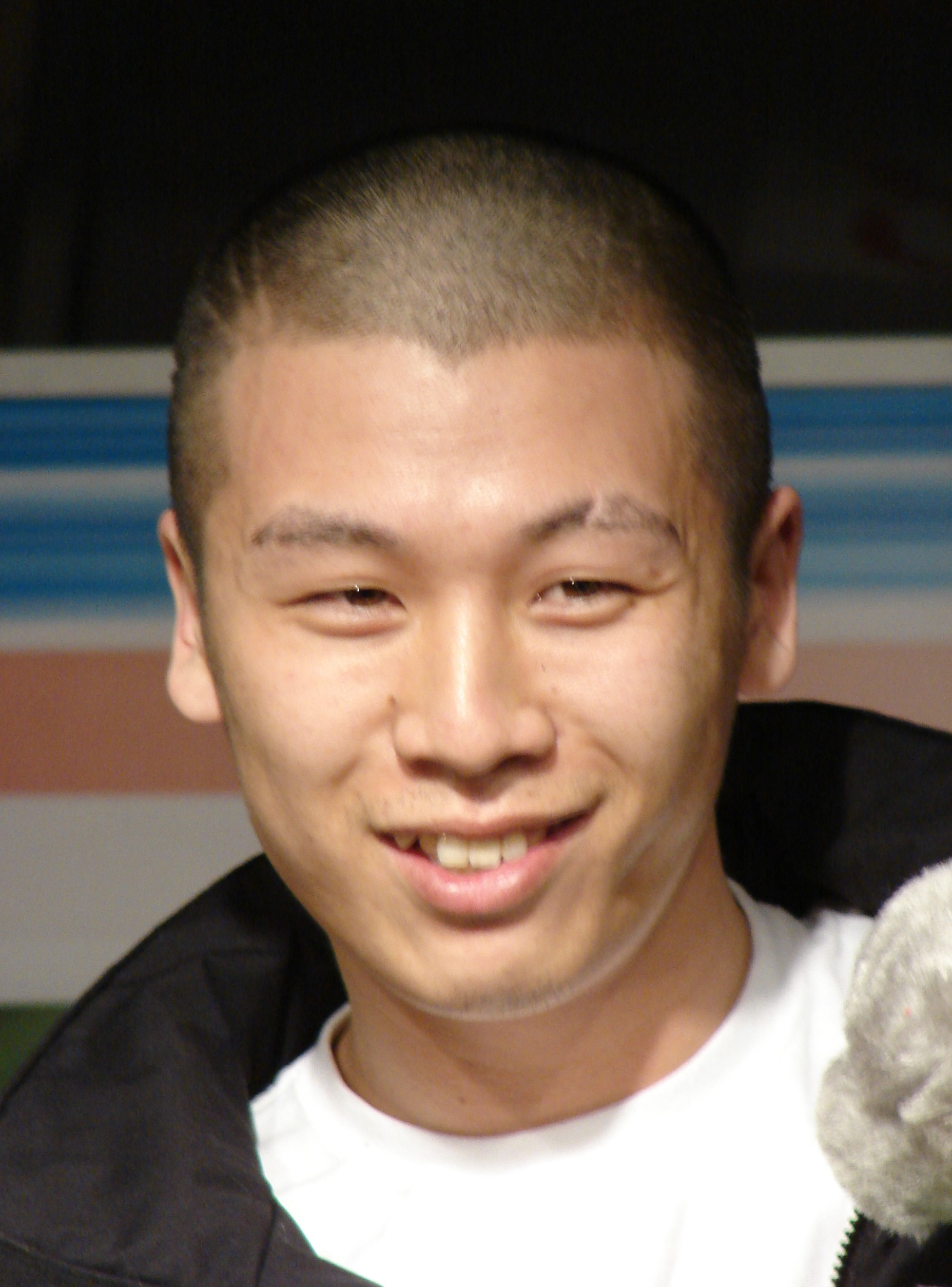
佐々木明

佐々木 明（ささき あきら、1981年9月26日 - ）は、日本のプロスキーヤー、実業家。ゴーグル・アパレルブランドEMUSIを所有する有限会社AKスクエアの社長である。元妻は山本美憂。

## 人物
北海道大野町（現：北海道北斗市）出身。北海道の北照高校から日本体育大学体育学部体育学科出身。
日体大2年次にソルトレークシティーオリンピックに初出場、のちトリノ五輪・バンクーバー五輪・ソチ五輪と4大会連続日本代表。
アルペンスキー・ワールドカップで日本人最多の3回表彰台に立った（2019年1月現在）。
2014年ソチオリンピックの終了後には、より自然とつながる山岳スキーへ転向。
2019年北海道の民放5局とNHK札幌放送局による共同キャンペーン『One Hokkaido Project』のキャンペーンソングに参加。MVにも参加している。
2022年3月アルペンスキー競技に現役復帰を公表。2026年のミラノ・コルティナダンペッツォオリンピックを視野に入れ、2023年シーズンから全日本スキー連盟や国際スキー連盟（FIS）の公認レースに出場する。シーズンが重複しない山岳スキーとの両立も目指す。

## 使用マテリアル
スキー：　サロモン
ブーツ：　サロモン
ウェアー：　ノースフェイス
ゴーグル：　エムシ
キャップ：　ニューエラ

## スポンサー
Mt.石井スポーツ

## 戦績 （FISワールドカップ　スラローム）
| 02/03シーズン |                |              |      |
| ------------- | -------------- | ------------ | ---- |
| 第5戦         | ウェンゲン     | スイス       | 2位  |
| 第7戦         | シュラドミング | オーストリア | 8位  |
| 第8戦         | ヨンピョン     | 韓国         | 17位 |
| 第9戦         | 志賀高原       | 日本         | 6位  |

| 03/04シーズン |                  |              |      |
| ------------- | ---------------- | ------------ | ---- |
| 第1戦         | パークシティ     | アメリカ     | 12位 |
| 第4戦         | シャモニー       | フランス     | 9位  |
| 第7戦         | シュラドミング   | オーストリア | 17位 |
| 第8戦         | アーデルボーデン | スイス       | 7位  |
| 第9戦         | サンアントン     | オーストリア | 13位 |
| 第10戦        | クラニスカ・ゴラ | スロベニア   | 4位  |
| 第11戦        | セストリエール   | イタリア     | 5位  |

| 04/05シーズン |                  |              |      |
| ------------- | ---------------- | ------------ | ---- |
| 第1戦         | ビーバークリーク | アメリカ     | 12位 |
| 第2戦         | セストリエール   | イタリア     | 5位  |
| 第3戦         | フラッハウ       | オーストリア | 10位 |
| 第5戦         | ウェンゲン       | スイス       | 9位  |
| 第7戦         | シュラドミング   | オーストリア | 23位 |
| 第9戦         | レンツェルハイド | スイス       | 12位 |

| 05/06シーズン |                            |              |      |
| ------------- | -------------------------- | ------------ | ---- |
| 第1戦         | ビーバークリーク           | アメリカ     | 4位  |
| 第2戦         | マドンナ・ディ・カムピリオ | イタリア     | 14位 |
| 第3戦         | クラニスカ・ゴラ           | スロベニア   | 14位 |
| 第6戦         | キッツビューエル           | オーストリア | 14位 |
| 第7戦         | シュラドミング             | オーストリア | 2位  |
| 第8戦         | 志賀高原                   | 日本         | 2位  |
| 第9戦         | 志賀高原                   | 日本         | 6位  |
| 第10戦        | オーレ                     | スウェーデン | 9位  |

| 06/07シーズン |                  |            |      |
| ------------- | ---------------- | ---------- | ---- |
| 第3戦         | アルタバディア   | イタリア   | 7位  |
| 第4戦         | アーデルボーデン | スイス     | 14位 |
| 第9戦         | クラニスカ・ゴラ | スロベニア | 7位  |

| 07/08シーズン |                              |              |      |
| ------------- | ---------------------------- | ------------ | ---- |
| 第1戦         | ライターアルム               | オーストリア | 22位 |
| 第2戦         | バート・クラインキルヒハイム | オーストリア | 22位 |
| 第3戦         | アルタバディア               | イタリア     | 10位 |
| 第4戦         | アーデルボーデン             | スイス       | 26位 |
| 第6戦         | キッツビューエル             | オーストリア | 16位 |
| 第7戦         | シュラドミング               | オーストリア | 10位 |
| 第9戦         | サグレブ                     | クロアチア   | 7位  |

| 08/09シーズン |                  |            |      |
| ------------- | ---------------- | ---------- | ---- |
| 第9戦         | クラニスカ・ゴラ | スロベニア | 15位 |

| 09/10シーズン |                                  |              |      |
| ------------- | -------------------------------- | ------------ | ---- |
| 第2戦         | アルタバディア                   | イタリア     | 16位 |
| 第3戦         | ザグレブ                         | クロアチア   | 15位 |
| 第4戦         | アーデルボーデン                 | スイス       | 21位 |
| 第7戦         | シュラドミング                   | オーストリア | 9位  |
| 第9戦         | ガルミッシュ・パルテンキルヒェン | ドイツ       | 11位 |

| 10/11シーズン |                  |              |      |
| ------------- | ---------------- | ------------ | ---- |
| 第3戦         | ザグレブ         | クロアチア   | 26位 |
| 第4戦         | アーデルボーデン | スイス       | 26位 |
| 第6戦         | キッツビューエル | オーストリア | 24位 |

| 12/13シーズン |                  |              |      |
| ------------- | ---------------- | ------------ | ---- |
| 第6戦         | ウェンゲン       | スイス       | 24位 |
| 第7戦         | キッツビューエル | オーストリア | 16位 |

| 13/14シーズン |                  |              |      |
| ------------- | ---------------- | ------------ | ---- |
| 第7戦         | シュラドミング   | オーストリア | 24位 |
| 第8戦         | クラニスカ・ゴラ | スロベニア   | 22位 |

## 戦績 （FISワールドカップ　ジャイアント・スラローム）
| 04/05シーズン |          |              |      |
| ------------- | -------- | ------------ | ---- |
| 第1戦         | ゾルデン | オーストリア | 24位 |

## 戦績 （世界選手権）
| シーズン      | 開催地                           | 開催国       | 種目                             | 順位           |
| ------------- | -------------------------------- | ------------ | -------------------------------- | -------------- |
| 00/01シーズン | サンアントン                     | オーストリア | スラローム                       | 19位           |
| 02/03シーズン | サンモリッツ                     | スイス       | スーパージャイアント・スラローム | 28位           |
| 02/03シーズン | サンモリッツ                     | スイス       | ジャイアント・スラローム         | 2本目 途中棄権 |
| 02/03シーズン | サンモリッツ                     | スイス       | スラローム                       | 2本目 途中棄権 |
| 04/05シーズン | ボルミオ                         | イタリア     | ジャイアント・スラローム         | 1本目 途中棄権 |
| 04/05シーズン | ボルミオ                         | イタリア     | スラローム                       | 2本目 途中棄権 |
| 06/07シーズン | オーレ                           | スウェーデン | スーパージャイアント・スラローム | 54位           |
| 06/07シーズン | オーレ                           | スウェーデン | スーパー・コンバインド           | 36位           |
| 06/07シーズン | オーレ                           | スウェーデン | ジャイアント・スラローム         | 28位           |
| 06/07シーズン | オーレ                           | スウェーデン | スラローム                       | 1本目 途中棄権 |
| 08/09シーズン | ヴァルディゼール                 | フランス     | ジャイアント・スラローム         | 1本目 途中棄権 |
| 08/09シーズン | ヴァルディゼール                 | フランス     | スラローム                       | 1本目 途中棄権 |
| 10/11シーズン | ガルミッシュ・パルテンキルヒェン | ドイツ       | スラローム                       | 2本目 途中棄権 |
| 12/13シーズン | シュラドミング                   | オーストリア | スラローム                       | 19位           |

## 戦績 （冬季オリンピック）
| ソルトレイク                 |                |
| ---------------------------- | -------------- |
| 男子ジャイアント・スラローム | 34位           |
| 男子スラローム               | 1本目 途中棄権 |

| トリノ                   |                |
| ------------------------ | -------------- |
| ジャイアント・スラローム | 1本目 途中棄権 |
| スラローム               | 2本目 途中棄権 |

| バンクーバー |      |
| ------------ | ---- |
| スラローム   | 18位 |

| ソチ       |                |
| ---------- | -------------- |
| スラローム | 2本目 途中棄権 |

## 所属
2003年から2006年までガーラ湯沢所属。2006/07シーズンはチームT.C.S.所属でスタートし2007年1月にグローバル・エクステンドスキークラブに所属変更となった（チーム名称変更による）。2007/08シーズンはT.C.S.所属でスタートし2008年2月にPJMスキークラブ（PJMジャパンが母体）に移籍し、2008/09シーズンも引き続き同所属だった。2009/10シーズンは、新設のチームエムシ所属でスタートした。

## 経歴
ジュニア時代から将来を嘱望されていた。2003年1月のW杯回転ウェンゲン大会で、65番目というアルペンスキーでは絶望的とも言える遅いスタート順（W杯では、一般的にはFISポイントの上位選手からスタートする。スタートが遅くなるほどコースが荒れるため、早いスタート順のほうが有利になる）から、自身初となる2本目進出（7位）を決める。そして迎えた2本目、攻めの滑りでラップタイムを刻み、トップと0.04秒差の2位に飛び込んだ。この表彰台は、日本人では岡部哲也、川端絵美、木村公宣に続く4人目の快挙であった。また、この2位入賞は、現在でも岡部哲也と並び日本人最高位タイとして記録されている。
この入賞で勢いづいた佐々木は同シーズン、シュラドミング大会で8位、志賀高原大会で6位と、3回の1桁入賞を果たす。翌シーズン以降回転競技の第1シードに定着。
2004/05シーズンには、日本勢がこれまで歯が立たなかった大回転・ゾルデン大会で24位に入り、ポイントを獲得。
トリノオリンピックが開かれる2005/06シーズンもシーズン序盤から好調を維持し、ワールドカップ回転第7戦シュラドミング大会で2位に入り、3シーズンぶり2度目の表彰台に立った。
トリノオリンピックでは、回転競技で1回目は視界不良もあり、滑りに精彩を欠いて、8位に留まった。2回目はスタート直後に片足旗門不通過してしまい途中棄権と揮わなかった。大回転にも出場したが、こちらは1回目途中棄権となっている。
五輪後、W杯回転第8戦志賀高原大会で、自身3度目の2位に入賞。この表彰台は、日本国内で開催されたW杯での日本人初の表彰台であった。翌日の第9戦でも6位入賞を果たし、日本人2人目のトップ7入りを果たした。この日は、日本体育大学の先輩皆川賢太郎も7位に入賞し、国内開催のW杯で初の、日本人ダブル入賞となった。
07シーズンは、欧州でも記録的な暖冬の影響で、コースの状態が悪く、不利な状況がシーズンを通して続いた。結果、7位入賞を2回記録したものの、種目別ランキング23位となり、第1シードから陥落してしまった。4月5日、野沢温泉で行われた全日本選手権回転に出場し、初優勝。例年、全日本選手権は3月に予定されており、佐々木はワールドカップを転戦しているため出場できないが、天候不良の影響で4月に順延されたことにより、出場が可能となった。
また、道具にもこだわりを見せ、スキーはメーカーから来るテストスキーを何度も試して、自分にあったものだけを使用していた。ウェア、ヘルメット、グローブ、ストック、バックルなどは特注品。佐々木オリジナルブランドのゴーグル、『EMUSI』（アイヌ語で「刀」の意）を立ち上げ、自ら会社の社長に就任している。
2006/07シーズンからアルペン複合競技にも参戦する意向であるため、2005/06シーズンから滑降、スーパー大回転にも出場している。
2006年4月、レスリング選手の山本美憂と入籍（2011年に離婚）。7月、ブリザード（板）、テクニカ（ブーツ）、マーカー（ビンディング）との契約を発表。8月、ガーラ湯沢と契約を解消。
2007/08シーズンはトップ10に3回、クロアチアのザグレブ大会では7位に入ったものの、種目別ランキングでは23位に終わった。シーズン終了後スキー、ブーツ、ビンディングの前契約メーカーであるサロモンと再び契約したことを発表した。今後はオーストリア選手に絞ってサポートしていくというブリザード社の方針があったためと専門誌スキージャーナルで明かしている。

## スキー技術
佐々木の特徴は柔らかい下肢を活かした、他のどの選手よりも深い「内傾角」である。高速化する現在のスラローム競技は、カービングスキーの性能を活かし、深く内側に身体を倒して遠心力を最大限に利用する滑りが求められる。佐々木はスピードを落とさずポールをクリアするために、他の選手と比べても明らかに深い内傾角を作り、ターンしていく。その技術は左ターンのときに最も発揮される。内側の手を雪面につけ、体をぎりぎりまで倒してポールをクリアしていく。安定性には劣るが、より早くターンすることが可能になる。
誰よりもアグレッシブで型破りな佐々木の滑りは欧州でも人気が高く、ファンクラブも出来ているほどである。また、多くのアルペン選手が怪我を恐れて敬遠しがちな、フリーライドスキーにも好んで取り組む（ただしそのフリーライドスキーの最中の負傷で戦線離脱したことがある）。